# Goddanapalya, Madhugiri
Goddanapalya là một làng thuộc tehsil Madhugiri, huyện Tumkur, bang Karnataka, Ấn Độ.